# José Antonio Iborra Cilleros
José Antonio Iborra Cilleros (Alacant, 1915 - 1992) fou un funcionari i polític alacantí.

## Trajectòria
Establert a Castelló de la Plana, hi treballà com a inspector financer i tributari. D'antuvi militava a Germania Socialista, però el 1976 ingressà al Partido Socialista Popular, partit que es va amb el que es va presentar com a candidat a Corts per Castelló de la Plana, en coalició amb la USPV a les eleccions generals espanyoles de 1977, però no fou escollit. Posteriorment es va integrar, com la resta del seu partit, al PSPV-PSOE, amb el que fou escollit senador per la província de Castelló a les eleccions generals espanyoles de 1982.